# Чоловский-Сас, Александер
Александер Сас Чоловский (27 февраля 1865, Бакончици, возле Перемышля — 7 июля 1944, Львов) — польский галицкий историк, архивист.
С 1891 руководитель архива г. Львова. В 1906-1939 — директор городских музеев.
Его «правой рукой» некоторое время был Франц Ковалишин.
Исследователь истории Львова (издал "Pomniki dziejowe Lwowa", 1-4 тт., 1891-1921), автор трудов о памятниках архитектуры городов Галицко-Волынского княжества, об истории войн Польши с Турцией и Молдавией ("Bitwa pod Obertynem").
Похоронен на Лычаковском кладбище (поле №1).

## Работы
- Ruś czerwona («Bibl. Warsz.», 1887)
- Lwów za ruskich czasów (1887)
- Początki Mołdawji i wyprawa Kazimierza W. z r. 1359 (1890)
- Lwów za ruskich czasów (1892)
- Dawne zamki i twerdze na Rusi Halickiej. — Teka konserwatorska (Lwów), 1892 («Древние замки и крепости на Галицкой Руси» — вид. Львів, 1892)
- Wojna polsko-turecka r. 1675 (1895)
- Najazd Tatarów na Lwów w 1695 r.
- Obraz dziejowy Lwowa
- Pogląd na organizację i działalność dawnych władz miejskich do 1848 r.
- Pomniki dziejowe Lwowa (1891-1921)
- Bitwa pod Obertynem
- Przeszłość i zabytki wojewódstwa tarnopolskiego (недоступная ссылка) (Tarnopol, 1926; соавтор Богдан Януш), в ней утверждал, что присоединение Галичины к Королевству Польскому и одновременно — освобождение от татарских зверств было большим благом для Галицкой Руси.[4]
- Zamek w Jazlowcu (Wspomnienie w 250 rocznicк jego zdobycia przez Jana III, dn. 25.VIII.